# Thomas Gayford
Thomas Gayford (né le 21 novembre 1928 à Toronto) est un cavalier canadien de saut d’obstacles.

## Carrière
Thomas Gayford est le fils de Gordon Gayford, cavalier international canadien.
Il fait partie de l'équipe du Canada d'équitation de la fin des années 1940 à 1978. Sa première participation à une grande compétition est les Jeux olympiques d'été de 1952, en tant que participant de l'épreuve de concours complet. Sa première victoire majeure est les Jeux panaméricains de 1959 en compagnie des frères Jim et Norman Elder. Il participe de nouveau aux Jeux olympiques d'été de 1960 dans l'épreuve de concours complet et abandonne une nouvelle fois.
En 1967, Thomas Gayford, Jim Elder et James E. Day forment l'équipe qui remporte l'épreuve de saut d'obstacles aux Jeux panaméricains. Ils sont alors sélectionnés pour les Jeux olympiques d'été de 1968 et remportent la médaille d'or du saut d'obstacles. Gayford continue de gagner au Championnat du monde en 1970 et aux Jeux panaméricains de 1971 avec Torchy Millar et Barbara Simpson. En 1972, il est pour la troisième fois champion individuel au saut d'obstacles en hauteur au NY National Horse Show puis champion national. Il décider d'arrêter sa carrière de cavalier au moment des Jeux olympiques d'été de 1972 et devient conseiller puis entraîneur de l'équipe canadienne en 1978 jusqu'en 1996.